# Emílio Pignoli

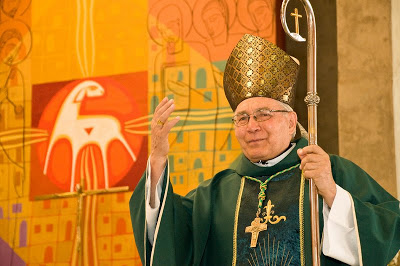
Emílio Pignoli, 2015

Emílio Pignoli (* 14. Dezember 1932 in Cappella de’ Picenardi, Lombardei) ist ein italienischer römisch-katholischer Geistlicher und Altbischof von Campo Limpo.

## Leben
Emílio Pignoli empfing am 29. Juni 1957 die Priesterweihe für das Bistum Franca.
Papst Paul VI. ernannte ihn am 29. April 1976 zum Bischof von Mogi das Cruzes. Der Apostolische Nuntius in Brasilien, Erzbischof Carmine Rocco, spendete ihm am 24. Juni desselben Jahres die Bischofsweihe; Mitkonsekratoren waren Bernardo José Bueno Miele, Erzbischof von Ribeirão Preto, und Diógenes da Silva Matthes, Bischof von Franca.
Papst Johannes Paul II. ernannte ihn am 15. März 1989 zum Bischof von Campo Limpo. Am 30. Juli 2008 nahm Papst Benedikt XVI. sein altersbedingtes Rücktrittsgesuch an.